# 얼룩말곰치
얼룩말곰치(zebra moray)는 곰치과 얼룩말곰치속(Gymnomuraena)의 유일종이다. 몸길이는 최대 150 cm까지 자라지만 평균 크기는 50 cm 정도이다. 학명은 김노무라에나 제브라(Gymnomuraena zebra).